# 小濵裕正
小濵 裕正（こはま ひろまさ、1941年3月2日 - ）は、日本の実業家。カスミ代表取締役社長や、同社代表取締役会長、ユナイテッド・スーパーマーケット・ホールディングス代表取締役会長、日本チェーンストア協会会長を歴任した。

## 人物・経歴
大阪府出身。大阪府立今宮高等学校を経て、1965年神戸商科大学（現兵庫県立大学）商経学部卒業。経営学者の石原武政大阪市立大学名誉教授は大学の同級生で友人。大学卒業後主婦の店ダイエー（現ダイエー）入社。
ダイエー取締役営業企画本部長、マルエツ代表取締役副社長、ダイエー専務取締役関東事業本部長を経て、2000年カスミ代表取締役副社長。2002年からカスミ代表取締役社長を務めた。2010年カスミ代表取締役会長。2011年ファイブ・ア・デイ協会会長。
カスミとマルエツ、マックスバリュ関東の経営統合にあたり、2015年に設立されたユナイテッド・スーパーマーケット・ホールディングスの初代代表取締役会長及びマックスバリュ関東取締役に就任。
2017年カスミ取締役会長、ユナイテッド・スーパーマーケット・ホールディングス相談役。2018年日本チェーンストア協会会長。日本スーパーマーケット協会副会長も務めた。2023年食料産業特別貢献大賞受賞。